# Грандас-де-Саліме
Грандас-де-Саліме (ісп. Grandas de Salime) — муніципалітет в Іспанії, у складі автономної спільноти Астурія. Населення — 1075 осіб (2009).
Муніципалітет розташований на відстані близько 410 км на північний захід від Мадрида, 85 км на захід від Ов'єдо.
Муніципалітет складається з таких паррокій: Грандас-де-Саліме, Ла-Меса, Негейра, Пеньяфуенте, Трабада, Вільярпедре, Вітос.

## Демографія
Динаміка населення (INE ):

## Галерея зображень

Розташування муніципалітету
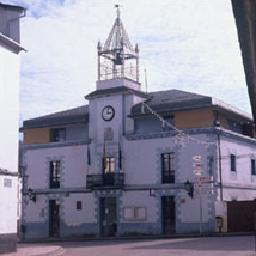
Муніципальна рада Грандас-де-Саліме (Грандас)